# Мосьциська (Парчівський повіт)
Мосьциська (пол. Mościska) — село в Польщі, у гміні Сосновиця Парчівського повіту Люблінського воєводства. Населення — 18 осіб (2011).

## Історія
За даними етнографічної експедиції 1869—1870 років під керівництвом Павла Чубинського, у селі переважно проживали греко-католики, які розмовляли українською мовою.
У 1975—1998 роках село належало до Холмського воєводства.

## Демографія
Демографічна структура станом на 31 березня 2011 року:
|          | Загалом | Допрацездатний вік | Працездатний вік | Постпрацездатний вік |
| -------- | ------- | ------------------ | ---------------- | -------------------- |
| Чоловіки | 9       | 1                  | 6                | 2                    |
| Жінки    | 9       | 2                  | 4                | 3                    |
| Разом    | 18      | 3                  | 10               | 5                    |